# Camp Rock (nhạc phim)
| Đánh giá chuyên môn | Đánh giá chuyên môn |
| Nguồn đánh giá      | Nguồn đánh giá      |
| Nguồn               | Đánh giá            |
| ------------------- | ------------------- |
| AllMusic            | [ 1 ]               |

Camp Rock là album nhạc phim của bộ phim của hãng Disney cùng tên, được phát hành vào 17 tháng 6 năm 2008. Ở Anh, album được phát hành vào 14 tháng 7 năm 2008.
Vào 16 tháng 11, Disney phát hành album bản karaoke/không lời của nhạc phim, album không được phát hành trên iTunes nhưng có thể tìm thấy tại Wal-Mart, Target,...

## Danh sách ca khúc
| STT              | Nhan đề            | Ca sĩ thu âm                                   | Thời lượng |
| ---------------- | ------------------ | ---------------------------------------------- | ---------- |
| 1.               | "We Rock"          | Camp Rock cast                                 | 3:12       |
| 2.               | "Play My Music"    | Jonas Brothers                                 | 3:18       |
| 3.               | "Gotta Find You"   | Joe Jonas                                      | 4:02       |
| 4.               | "Start the Party"  | Jordan Francis                                 | 3:00       |
| 5.               | "Who Will I Be"    | Demi Lovato                                    | 3:07       |
| 6.               | "This Is Me"       | Demi Lovato, Joe Jonas                         | 3:09       |
| 7.               | "Hasta La Vista"   | Jordan Francis, Roshon Fegan, Aaryn Doyle      | 2:37       |
| 8.               | "Here I Am"        | Renee Sandstrom                                | 3:46       |
| 9.               | "Too Cool"         | Meaghan Jette Martin                           | 2:52       |
| 10.              | "Our Time Is Here" | Demi Lovato, Aaryn Doyle, Meaghan Jette Martin | 3:25       |
| 11.              | "2 Stars"          | Meaghan Jette Martin                           | 2:55       |
| 12.              | "What It Takes"    | Aaryn Doyle                                    | 2:42       |
| Tổng thời lượng: | Tổng thời lượng:   | Tổng thời lượng:                               | 39:26      |

| Bản châu Âu: Camp Rock - Rock Out Edition | Bản châu Âu: Camp Rock - Rock Out Edition | Bản châu Âu: Camp Rock - Rock Out Edition | Bản châu Âu: Camp Rock - Rock Out Edition |
| STT                                       | Nhan đề                                   | Ca sĩ thu âm                              | Thời lượng                                |
| ----------------------------------------- | ----------------------------------------- | ----------------------------------------- | ----------------------------------------- |
| 12.                                       | Chưa có tiêu đề                           | Cast of Camp Rock                         |                                           |
| 13.                                       | "Here I Am"                               | Brad Kavanagh                             |                                           |
| 14.                                       | "Gotta Find You" (Acoustic Version)       | Joe Jonas                                 |                                           |
| 15.                                       | "This Is Me" (Acoustic Version)           | Demi Lovato                               |                                           |
| 16.                                       | "Play My Music" (Acoustic Version)        | Jonas Brothers                            |                                           |
| 17.                                       | "Play My Music" (Remix)                   | Jonas Brothers                            |                                           |
| 18.                                       | "This is Me" (Remix)                      | Demi Lovato, Joe Jonas                    |                                           |
| 19.                                       | "We Rock"                                 |                                           |                                           |

## Xếp hạng và chứng nhận
| Bảng xếp hạng (2008)              | Thứ hạng cao nhất |
| --------------------------------- | ----------------- |
| Úc ARIA Albums Chart              | 13                |
| Canadian Charts                   | 2                 |
| Pháp Albums Chart                 | 23                |
| Ý Compilations Chart              | 1                 |
| Nhật Bản Albums Chart             | 272               |
| México Albums Chart               | 2                 |
| New Zealand Albums Chart          | 5                 |
| Tây Ban Nha Albums Chart          | 3                 |
| Anh Quốc Compilation Albums Chart | 13                |
| Hoa Kỳ Billboard 200              | 3                 |
| Hoa Kỳ Billboard Top Soundtracks  | 1                 |

| Quốc gia                                                                           | Chứng nhận | Số đơn vị/doanh số chứng nhận |
| ---------------------------------------------------------------------------------- | ---------- | ----------------------------- |
| Brasil (Pro-Música Brasil)                                                         | Bạch kim   | 60.000*                       |
| Pháp (SNEP)                                                                        | Vàng       | 50.000*                       |
| México (AMPROFON)                                                                  | Bạch kim   | 80.000^                       |
| New Zealand (RMNZ)                                                                 | Vàng       | 7.500^                        |
| Tây Ban Nha (PROMUSICAE)                                                           | Bạch kim   | 80.000^                       |
| Anh Quốc (BPI)                                                                     | Bạc        | 60.000^                       |
| Hoa Kỳ (RIAA)                                                                      | Bạch kim   | 1.000.000^                    |
| Tổng hợp                                                                           |            |                               |
| GCC (IFPI Trung Đông)                                                              | Vàng       | 3.000*                        |
| * Chứng nhận dựa theo doanh số tiêu thụ. ^ Chứng nhận dựa theo doanh số nhập hàng. |            |                               |

## Liên kết khác
- Trang web chính thức của Camp Rock Lưu trữ ngày 3 tháng 12 năm 2008 tại Wayback Machine